# Кръстоносен поход против славяните
Кръстоносният поход против славяните (на немски: Wendenkreuzzug) е кръстоносен поход през 1147 г. на саксонските, датските и полските князе против Елбските славяни (или вендите) в територията между Елба, Траве и Одер, главно в днешна Мекленбург-Предна Померания и съседните територии. Той е част от Втория кръстоносен поход.
Кръстоносният поход трае три месеца. Участват 100 000 немски, толкова датски и 20 000 полски кръстоносци. На дрехите си те носели кръст в кръг. Между немските кръстоносци са: Хайнрих Лъв, Албрехт Мечката със синовете му, херцог Конрад фон Церинген, пфалцграф Херман фон Щалек, пфалцграф Фридрих от Саксония, маркграф Конрад от Майсен, Хартвиг фон Щаде, граф Ото фон Аменслебен и граф Адолф фон Холщайн. Участват и моравските князе Ото Сватоплук и Вратислав. От духовниците участват архиепископ Адалберо от Бремен и Хамбург, архиепископ Фридрих I фон Магдебург, епископ Вигер от Бранденбург, епископ Рудолф I от Халберщат, епископ Анселм от Хавелберг, епископ Райнхард от Мерзебург, епископ Вернер от Мюнстер, епископ Дитмар II от Ферден, епископ Хайнрих от Олмюц и абат Вибалд от Корвей.